# Antonio Fernández-Galiano Campos
Antonio Fernández-Galiano Campos es un empresario español nacido en Madrid el 7 de abril de 1957. Hijo del político de UCD Antonio Fernández-Galiano. Fue presidente del grupo Unidad Editorial entre 2011 y 2021.

## Formación académica
Cursó sus estudios básicos en el colegio de Santa María de los Rosales en Aravaca, Madrid. Más tarde se licenció en Derecho en la Universidad Complutense de Madrid.También tiene un Máster en Asesoría Jurídica de Empresas en el Instituto de Empresa de Madrid y un Programa de Dirección General (PDG) en el IESE (Universidad de Navarra) en Madrid.

## Experiencia profesional
Comenzó su vida profesional en el Banco Central, donde trabajó durante seis años. También ha sido profesor de Derecho Civil en la Universidad San Pablo-CEU.

### Unidad Editorial
Este contacto con el mundo laboral le aportó grandes aptitudes, las cuales le sirvieron más tarde para formar parte del equipo empresarial de Unedisa, compañía editorial del diario El Mundo en la cual entró como director gerente a principios de los años noventa.
Desde que entró a formar parte de El Mundo ha cosechado grandes éxitos empresariales como la creación de Sky Point (Opradora de Telecomunicaciones), de la que fue presidente.
En el año 2004 fue designado director general de Unedisa. Un año más tarde fue nombrado consejero delegado de Unidad Editorial (perteneciente al grupo italiano de comunicación RCS MediaGroup) y de todas sus filiales, cargo que ocupó hasta el 2011. Reemplazó en ese cargo a Giorgio Valerio, que continuó como miembro del Consejo de Administración de Unedisa en Italia. Mientras fue consejero delegado de Unedisa, se completó la compra y fusión del Grupo Recoletos, lo que dio lugar a Unidad Editorial.
En el año 2011 fue nombrado presidente de Unidad Editorial, en sustitución de Carmen Iglesias.
En mayo de 2021 y tras la finalización de su contrato, anunció su salida de Unidad Editorial en un comunicado conjunto con la compañía.

### Otros cargos
- Consejero de OJD.
- Consejero de RCS Quotidiani.
- Miembro del Management Board del Grupo RCS MediaGroup.
- Presidente de Veo Televisión.
- Miembro del consejo de administración de Ifra.
- Presidente de AEDE (2009-2011).[4][5] Sustituyó en el cargo a Pilar de Yarza y dos años más tarde le sucedió Conrado Carnal.
- Presidente de Uteca (2012-2013).[6][7] Sustituyó en el cargo a José Miguel Contreras, consejero delegado de La Sexta y fue sucedido por José Manuel Lara.
- Vicepresidente de Asociación de Medios de Información (2017- ).[8] En junio de 2017 se incorporó a la Ejecutiva de la asociación de editores presidida por Francisco Javier Moll de Miguel.

## Polémicas
David Jiménez, exdirector del diario El Mundo, habla de él en su libro "El Director". Da numerosos datos e informaciones sobre las trampas, presiones y acuerdos a los que tuvo que someterse por imposición de Fernández-Galiano, a quien apoda como el Cardenal y describe como alguien influyente en la élite política y empresarial española. También le atribuye haber ejercido su poder para despedir a Jiménez de su cargo como director del periódico por negarse a manipular y ocultar informaciones que perjudicaban a esa élite.[cita requerida]

## Premios
- Encomienda de la Orden de la Estrella Italiana (2008).[9]
- Medalla de Oro del Diario de Burgos (2011).[10]